# Buskskvätta
Buskskvätta (Saxicola rubetra) är en fågel som numera placeras i familjen flugsnappare. Den häckar i ängs- och hedmark, i dikesrenar samt på kalhyggen och glest bevuxna myrar i Europa och västra Asien. Vintertid flyttar den huvudsakligen till Afrika söder om Sahara. Arten är vanlig och vida spridd, men minskar i antal, så pass att den i Sverige numera kategoriseras som nära hotad.

## Utseende och läte
Buskskvättan är en liten, knubbig och kortstjärtad fågel med rätt långa ben. Den är 12–14 centimeter lång, har ett vingspann på 21–24 centimeter och den hoplagda vingen mäter ungefär 75 millimeter. Buskskvättan är brunspräcklig, med vit buk, brungul övergump, vit stjärt med brett svart ändband och brett, ljust ögonbrynsstreck. Strupen och övre delen av bröstet är orange, men detta är färgstarkast hos den adulta hanen i häckningsdräkt. Den adulta hanen i häckningsdräkt har mörka örontäckare, svart ögonstreck och ett tydligt vitt ögonbrynsstreck.

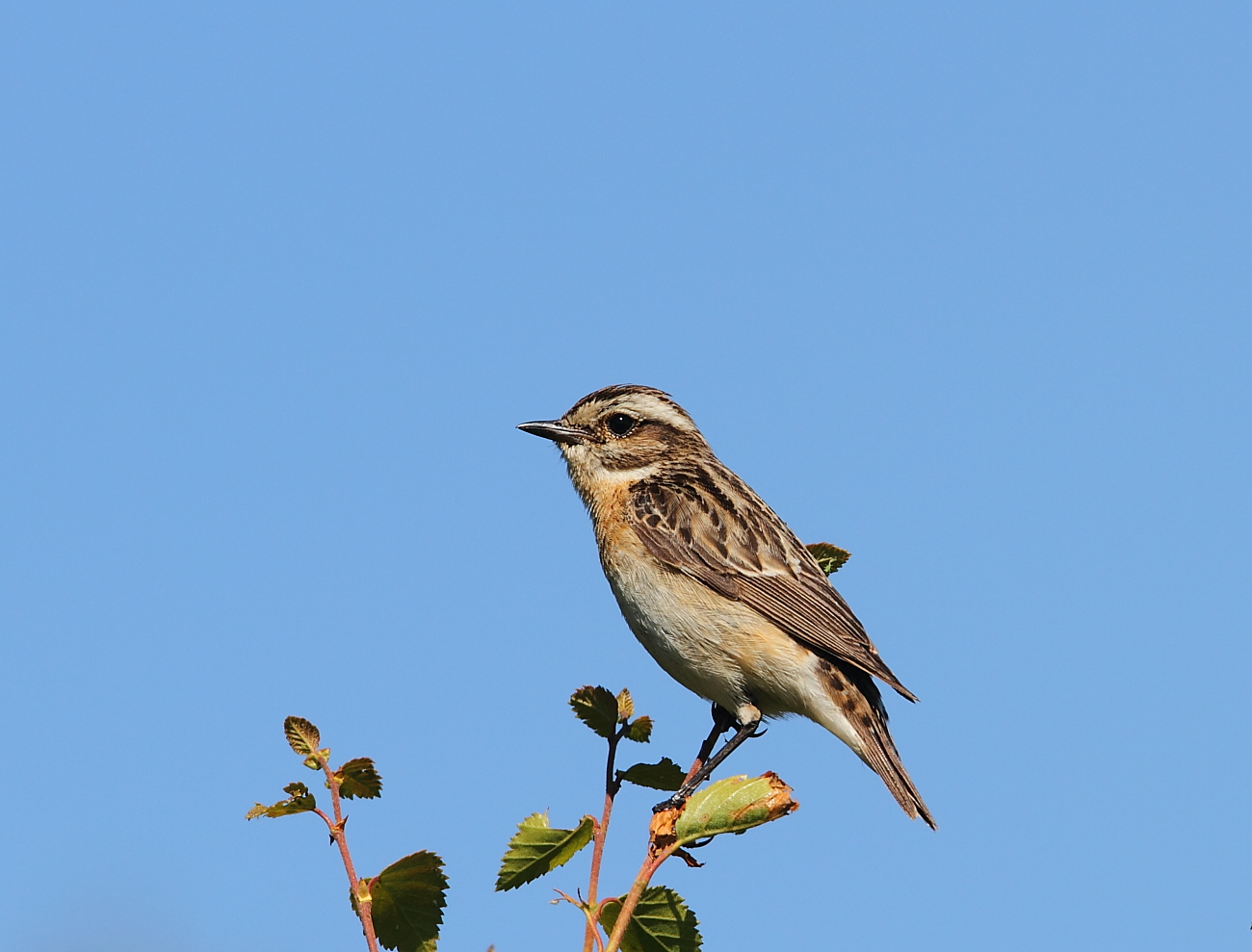
Adult hona.

Buskskvättan har gråsvarta ben, gråsvart, kort och rak näbb, och svart iris. Ett kännetecken som skiljer från många andra arter buskskvättor, och även stenskvättan, är att buskskvättans övergump har samma färg som ryggen. Ofta sitter buskskvättan upprätt på en stolpe, taggtråd, uppstickande pinne eller liknande och knycker långsamt på stjärten. 
Buskskvättans sång är renare och mer omväxlande än stenskvättans och innehåller ofta härmstrofer. Dess varningsläte är en mjuk vissling som avslutas med ett eller flera hårda smackande, "ju teck, ju teck-teck".

## Utbredning och systematik
Buskskvättan är en flyttfågel som häckar i Europa och västra Asien, från Irland och norra Portugal i väster och österut till floden Obs utflöde i närheten av Novosibirsk, och från norra Norge i norr och söderut till centrala Spanien, centrala Italien, norra Grekland och Kaukasus.
Den övervintrar främst i tropiska Afrika söder om Sahara, från Senegal och österut till Kenya och söderut till Zambia. Mindre antal övervintrar även i nordvästra Afrika i Marocko, norra Algeriet och Tunisien.

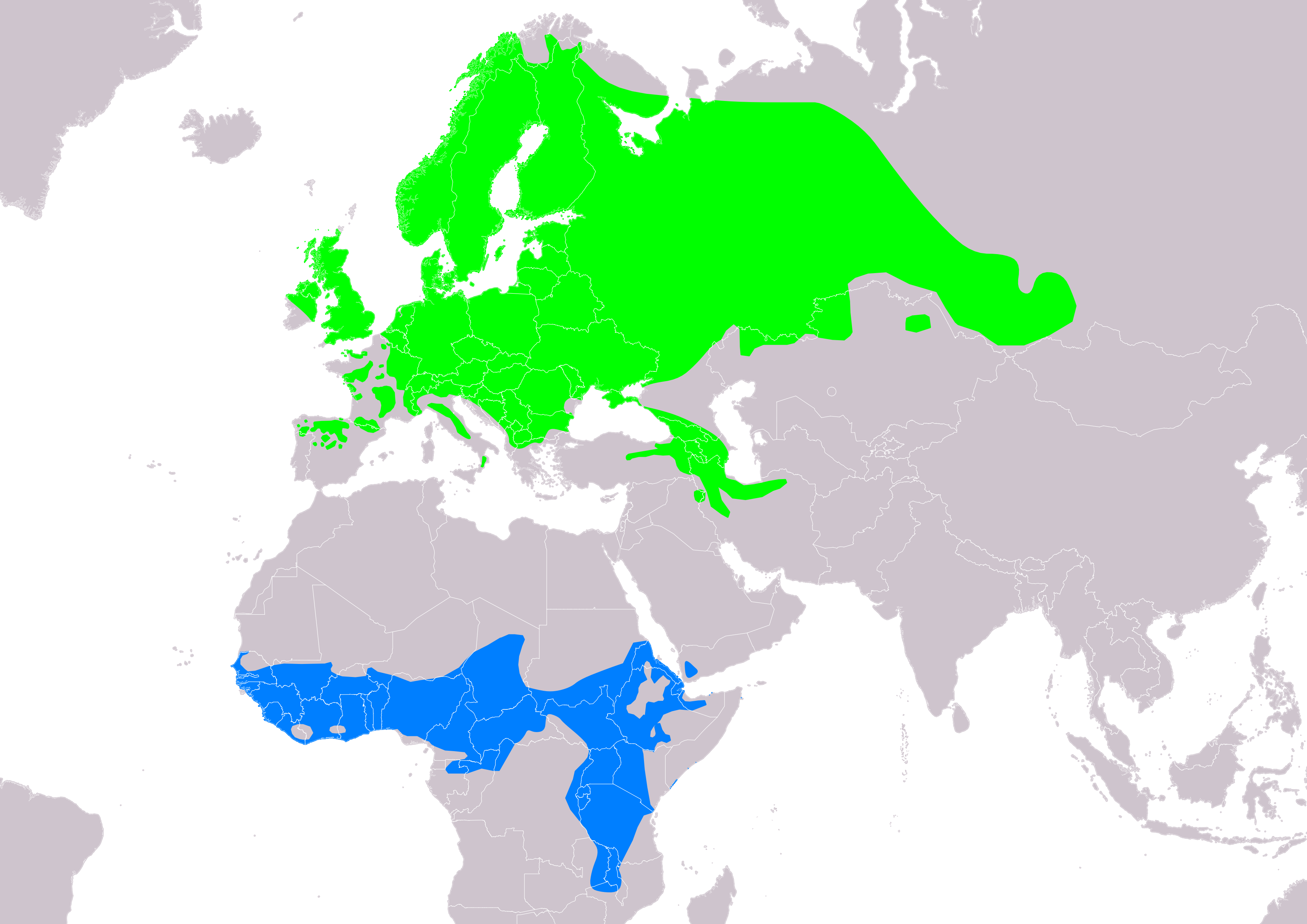
Artens utbredningsområde, där grönt betecknar vistelse häckningstid och blått övervintringsområde.

Enstaka individer har observerats nordöst om häckningsområdet på Island, under flytten på Kanarieöarna och Kap verde och söder om vinterområdet i norra Sydafrika.

### Förekomst i Sverige
Buskskvätta häckar på ängs- och hedmark, kalhyggen, dikesrenar och glest bevuxna myrar över hela landet, ända upp till nordligaste Norrland. Den är vanligast i jordbrukslandskap i södra och mellersta Sverige samt längs Norrlandskusten, men även på större hyggen och öppna myrar i hela Sverige. Sparsamt påträffas den i fjällbjörkregionen men mest i anslutning till myrar i dalgångarna. Den anländer till häckplatserna i sista dagarna i april och under maj. Bortflyttningen sker huvudsakligen i augusti.

### Systematik
Buskskvättorna ansågs fram tills nyligen liksom bland andra stenskvättor, stentrastar, rödstjärtar vara små trastar. DNA-studier visar dock att de är marklevande flugsnappare (Muscicapidae) och förs därför numera till den familjen. Trots sitt stora utbredningsområde delas buskskvättan inte upp i några underarter.

## Ekologi
Buskskvättan har, som namnet antyder, helt andra tillhåll än stenskvättan. Buskskvättan förekommer framför allt där marken är sank, till exempel på strandängar. Den har ett karaktäristiskt sätt att sitta på en lodrät kvist, högt uppe i en buske eller på toppen av en hög kvist, med fötterna på mycket olika höjd, men ändå med kroppen upprätt. Den är livlig och har sprittande rörelser. Födan utgörs av smådjur, till exempel insekter och små sniglar. Buskskvättan födosöker framför allt på låga växter men kan också ta den på marken eller fånga den i luften. 

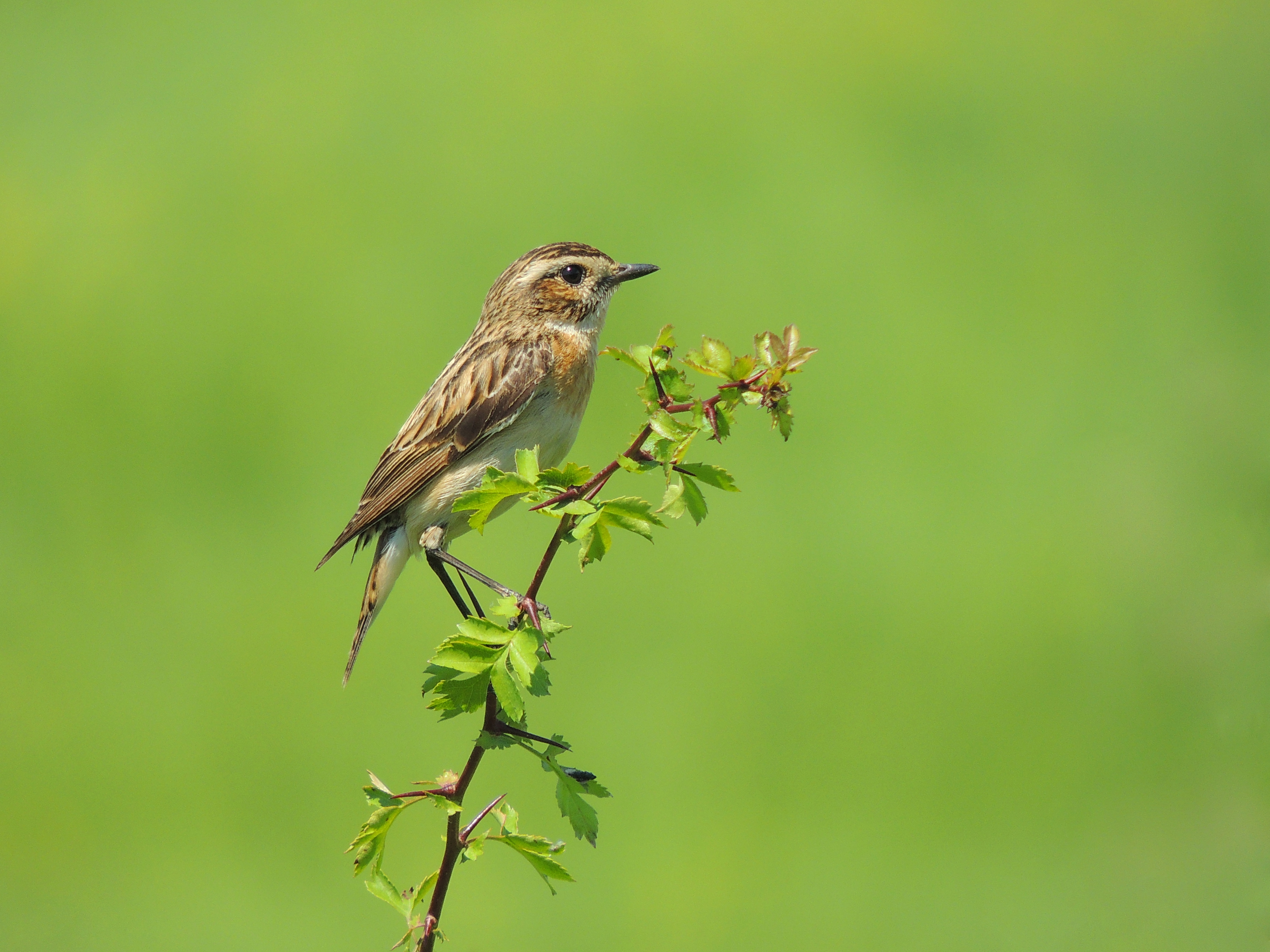
Buskskvätta som uppvisar den typiska sittpositionen med fötterna på olika höjd.

### Häckning
Buskskvättan anländer sina häckningsområden mellan slutet av april och mitten av maj. Den lägger fem till sju grönblå ägg i ett öppet bo som byggs i en buske eller på en grästuva. Den lämnar häckningsområdena mellan mitten av augusti till mitten av september, men enstaka individer kan stanna kvar till oktober. Vinterkvarteren i Västafrika besätts i början av torrperioden i slutet av september till november, och de återvänder igen i februari och mars.

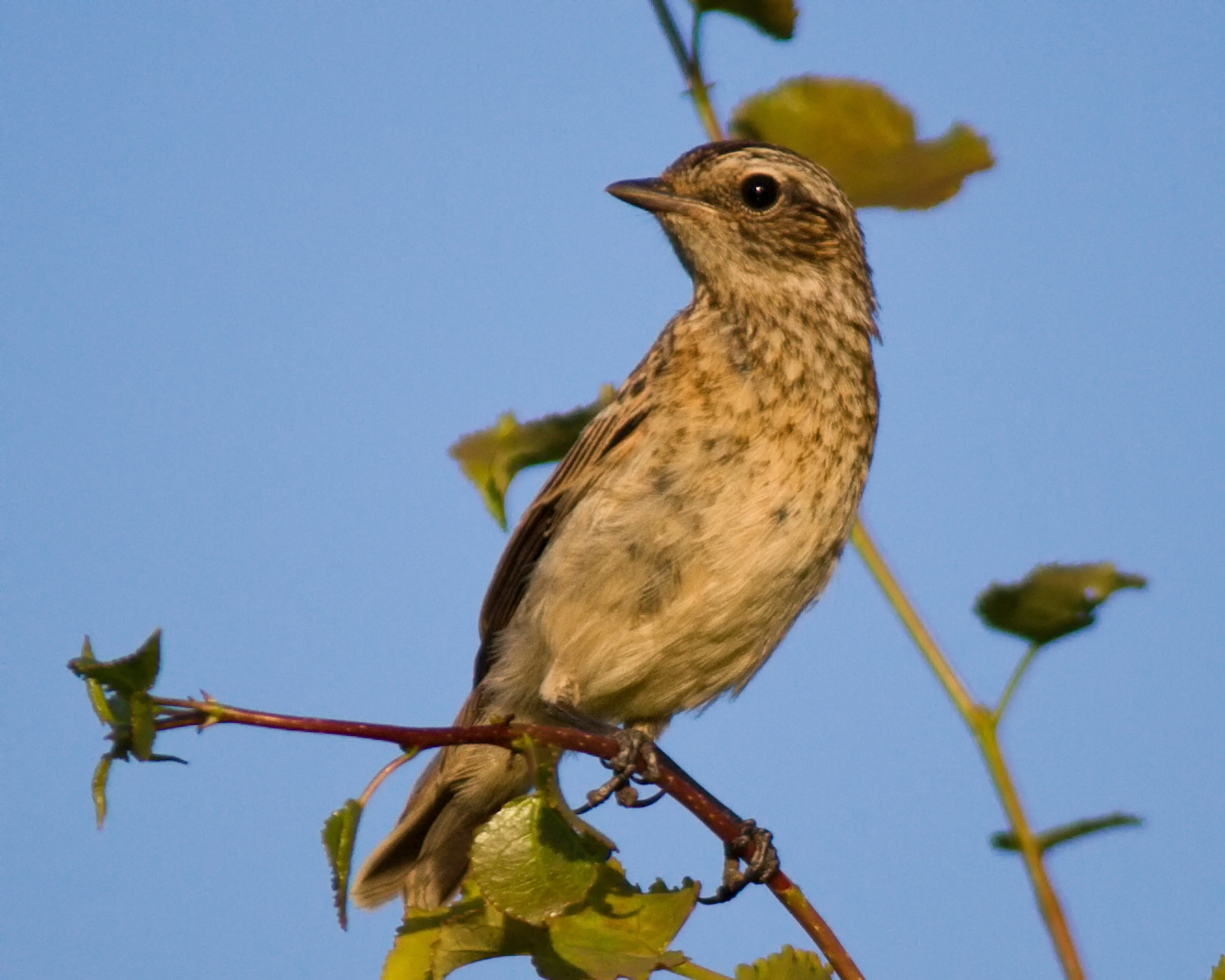
Ung buskskvätta.

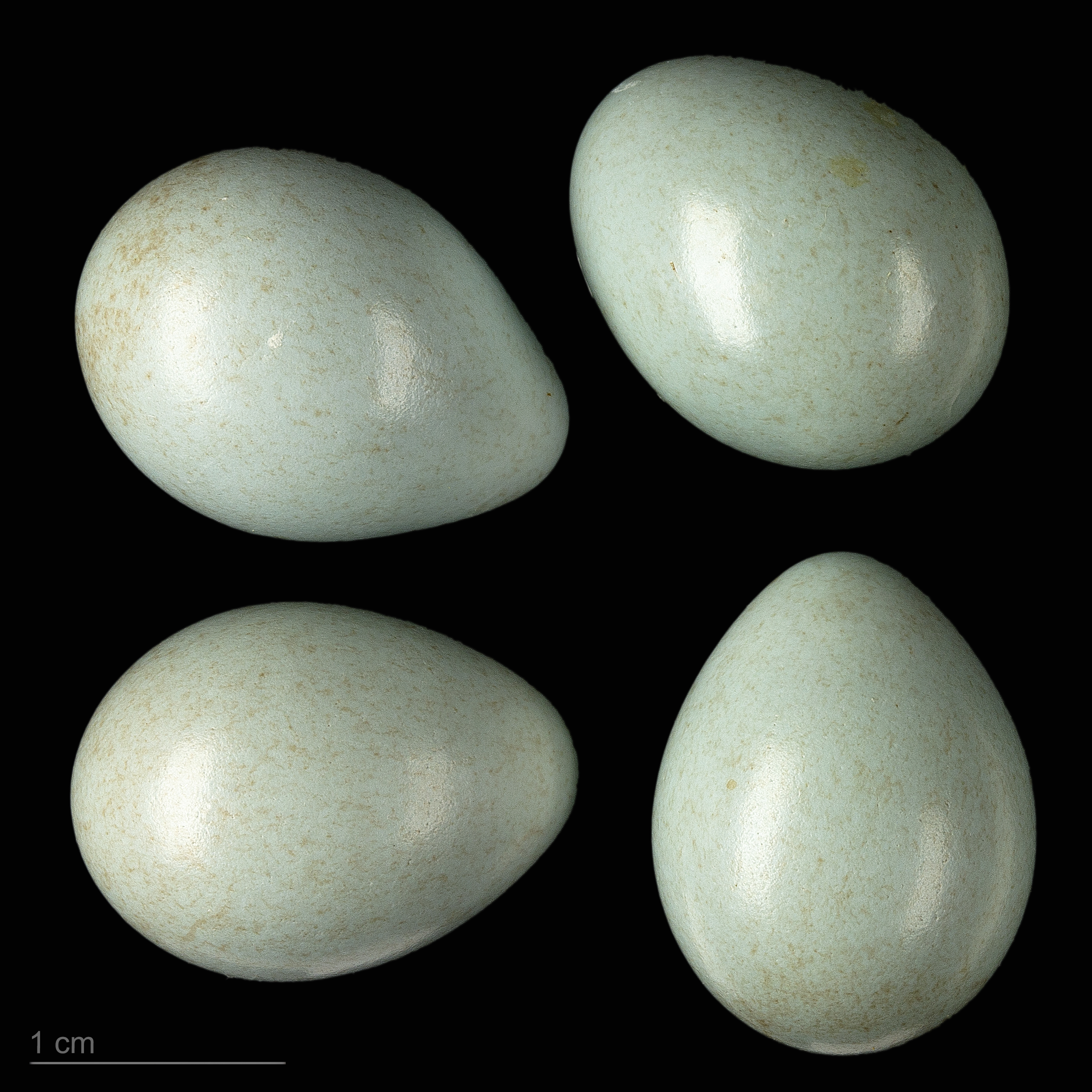
Saxicola rubetra

## Buskskvättan och människan

### Status och hot
Buskskvättan är ganska vanlig över hela sitt utbredningsområde och kategoriseras som livskraftig (LC) av IUCN. Delar av populationen minskar dock drastiskt, speciellt i de västra delarna av utbredningsområdet i Storbritannien, Irland, Frankrika, Belgien, Nederländerna, Danmark och Tyskland, främst på grund av det industrialiserade jordbruket. I Storbritannien är den rödlistad och mellan perioden 1972–1988 var den helt försvunnen från sina häckningsområden på låglandet i söder och öster. Den är idag bara vanlig på höglandet i norr och väster där lågintensivt betesbruk fortfarande är vanligt förekommande. Världspopulationen uppskattas till 20,5 och 28,1 miljoner adulta individer.

#### Status i Sverige
Även i Sverige har arten sedan 1975 minskat kraftigt, de senaste tio åren med 15 % och på 30 års sikt med hela 34–50 %. Sedan 2015 upptas den därför på Artdatabankens rödlista, som nära hotad (NT). Orsaken till tillbakagången är delvis okänd, men klart är att förändringen av jordbruket med igenläggning av öppna diken och färre åkerrenar missgynnar arten starkt. I Mellaneuropa är tidigarelagd skörd på slåttervallar även en negativ faktor, eftersom det är stor risk att ungarna dödas, antingen i boet eller som utflugna. På myrar är den ökade igenväxningen med träd negativt. Beståndet uppskattas till 215 000 par.

### Namn
Dess vetenskapliga namn betyder "liten steninvånare". Saxicola härrör från latinets saxum ("sten") + incola ("invånare"); rubetra är en latinsk term för liten fågel.